# Kwietniewo
Kwietniewo (deutsch Königsblumenau, bis 9. Juli 1931 Königlich Blumenau, früher auch Blumenau) ist ein Dorf im Powiat Elbląski (Elbinger Kreis) in der polnischen Woiwodschaft Ermland-Masuren. Das Dorf gehört zur Landgemeinde Rychliki (Reichenbach).

## Geographische Lage
Das Kirchdorf liegt im ehemaligen Ostpreußen, etwa 17 Kilometer südwestlich von Preußisch Holland (poln. Pasłęk), zehn Kilometer nordöstlich von Christburg (Dzierzgoń) und fünf Kilometer südwestlich von Reichenbach (Rychliki).

## Geschichte

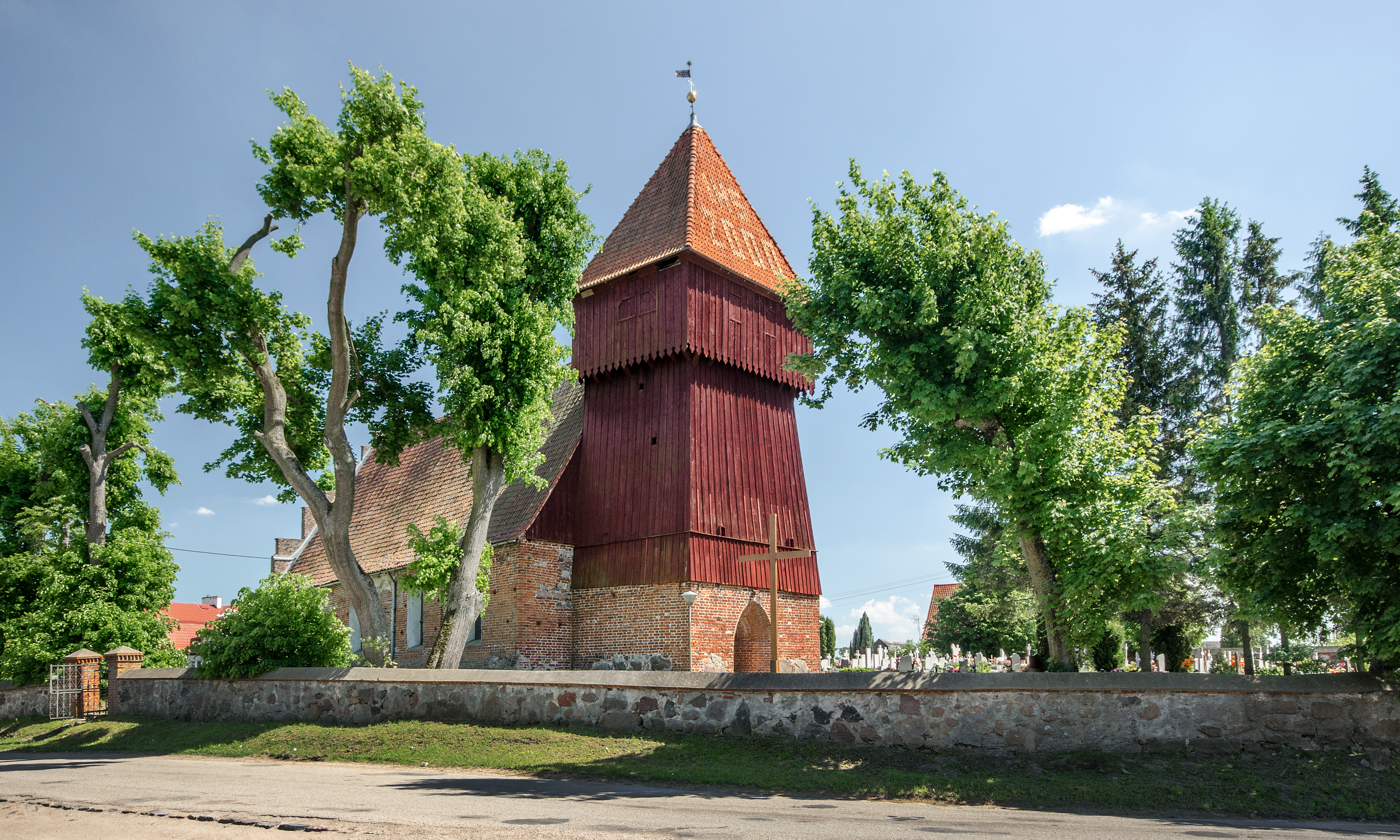
Dorfkirche, bis 1945 Gotteshaus der evangelischen Gemeinde Königsblumenau

Königsblumenau, vor 1931 Blumenau oder Königlich Blumenau, auf einer historischen Landkarte aus der Zeit um 1900

Ältere Ortsbezeichnungen sind Blumenau und Königlich Blumenau. Da es im Kreisgebiet noch einen weiteren Ort dieses Namens gab (nordöstlich von Elbing), erfolgte 1931 die Umbenennung in Königsblumenau.
Blumenau war um 1783 ein cölmisches (frei vererbliches, nicht zu Scharwerk oder Burgdiensten verpflichtetes) Dorf mit 49 Feuerstellen (Haushaltungen), das Eigentum des Königs war. Es hatte eine lutherische Mutterkirche, deren Filiale die Kirche in Heiligenwalde war, und gehörte zum Domänen-Amtsbezirk Dollstädt im neunten Distrikt des Königsberger Departements.
Das Dorf Königsblumenau gehörte im Jahr 1945 zum Landkreis Preußisch Holland im Regierungsbezirk Königsberg der Provinz Ostpreußen des Deutschen Reichs. Königsblumenau war Sitz des gleichnamigen Amtsbezirks.
Im Jahr 1939 hatte die Landgemeinde 725 Einwohner.
Gegen Ende des Zweiten Weltkriegs wurde die Region im Frühjahr 1945 von der Roten Armee besetzt. Nach Beendigung der Kampfhandlungen wurde Königsblumenau seitens der sowjetischen Besatzungsmacht zusammen mit der südlichen Hälfte Ostpreußens der Volksrepublik Polen zur Verwaltung überlassen. Soweit die einheimischen Dorfbewohner nicht geflohen waren, wurden sie in der Folgezeit von der polnischen Administration aus dem Kreisgebiet vertrieben oder an der Rückkehr gehindert.

## Kirche
Das Dorf hatte bis 1945 eine evangelische Pfarrkirche.